# Делакур, Жан Теодор
Жан Теодор Делакур (1890—1985) — американский орнитолог французского происхождения. Известен как первооткрыватель некоторых наиболее редких видов птиц. Одна из обнаруженных им птиц, однако, впоследствии оказалась гибридом вьетнамского варианта Lophura edwardsi и Lophura nycthemera.

## Биография
Родился в состоятельной семье в Париже. На деньги родителей создал в Пикардии частный зоопарк. Посещал хорошие школы. Затем получил степень доктора биологии в университете. Во время Первой мировой войны служил в армии. Война разорила семью, на ней погиб единственный доживший до нее брат Жана. Последний был настолько шокирован жестокостями, что поклялся не иметь семьи и уехал в Англию.
Затем он, однако, вернулся во Францию и поселился в Нормандии. Случилось так, что в 1938 году 9-й Международный орнитологический конгресс проходил неподалеку, в Руане. По приглашению гостя конгресса, губернатора французских колоний в Индокитае, Жан Делакур посетил последний с научными экспедициями, а также побывал в Южной Америке и на Мадагаскаре.
7 июня 1940 года Люфтваффе разбомбило шато Жана Делакура. Погибли библиотека, коллекция животных и сам замок. Учёный бежал на территорию, контролируемую правительством в Виши. Его друг Эрвин Штреземан попытался похлопотать о судьбе оставшихся животных и имущества через Вермахт. Тем временем Делакур уехал через Касабланку, Рабат, Танжер и Лиссабон в Нью-Йорк, которого достиг на рождество 1940 года. Американские друзья помогли ему получить работу в зоопарке Бронкса и Музее естественной истории. После войны он жил в США и Франции. В автобиографии учёный выражал веру в то, что человечество в конце концов уничтожит все живое на Земле.
В честь Делакура названы змея Plagiopholis delacouri и  примат семейства мартышковых белозадый гульман Trachypithecus delacouri.